# Philipp Engelbrecht

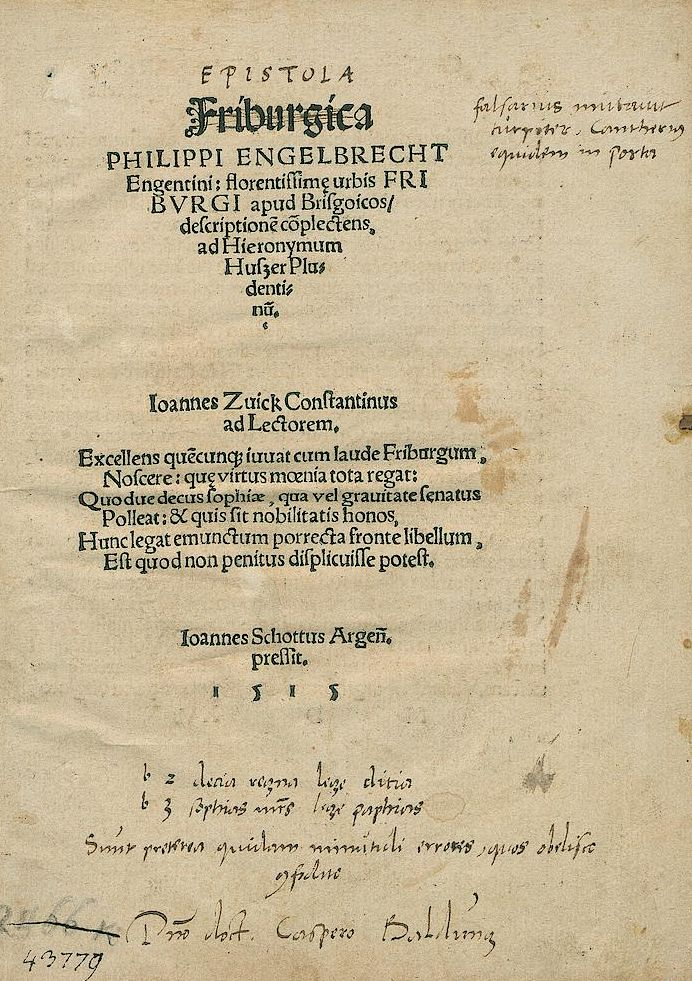
Titelblatt der Friburgica, 1515

Philipp Engelbrecht (latinisiert auch Engentinus; * um 1490 in Engen; † 12. September 1528 in Straßburg) war ein deutscher Humanist und Dichter.

## Leben
Engelbrecht studierte seit 1508 an der Universität Wittenberg, wo er 1510 den Baccalaureus und im Februar 1512 unter Johann Dölsch den akademischen Grad eines Magisters erwarb. In Wittenberg lernte er während seiner Studienzeit Ulrich von Hutten kennen. Diesem hat er einige dunkelallegorische Distichen für seine Hutteni coniuratus verfasst und somit einen Beitrag zu dessen Verskunst geleistet. 1514 immatrikuliert er sich an der Universität Freiburg und erhält dort 1515 die Professur für Poetik, welche er bis zu seinem Lebensende versah.
Engelbrecht bzw. Engentinus, der die Ideen Martin Luthers unterstützte und an der Universität auch dadurch auffiel, die Kleiderordnung nicht einzuhalten, hatte öfter mit dem Leitungspersonal der Universität Schwierigkeiten. Dennoch stand er mit den führenden Personen seiner Zeit in Verbindung. So zum Beispiel mit Ulrich Zasius, Beatus Rhenanus, Thomas Blarer, Joachim von Watt, Johann Fabri und Johannes von Botzheim (Abstemius; * um 1480; † 1535). Erasmus von Rotterdam schätzte ihn als Dichter und er beteiligte sich am Reichstag in Worms 1521.

## Schriften (Auswahl)
- Epithalamium in nuptias Ioan. Duc. Saxoniae et Magarethae princ. De Anhalt, Wittenberg 1514.
- Friburgica, florentissimae urbis Friburgi… descriptionem complectens. Straßburg 1515.
- d. III. principem Philippum Comitem Palat. Rheni… carmen paraeneticum. Basel 1517.